# Hãn Quý phi
Hãn Quý phi Đới Giai thị (chữ Hán: 忻贵妃戴佳氏, ? - 28 tháng 4 năm 1764), Mãn Châu Tương Hoàng kỳ, là 1 phi tần của Thanh Cao Tông Càn Long Hoàng đế.

## Nhập cung phong Tần
Sử ký không ghi rõ Hãn Quý phi sinh năm nào, chỉ biết bà sinh ngày 29 tháng 5 (âm lịch), có lẽ sinh vào năm đầu Càn Long, xuất thân từ gia tộc danh giá Đới Giai thị thuộc Mãn Châu Tương Hoàng kỳ.Cùng tộc với  Thành phi của Khang Hi Đế, thân phụ Tổng đốc Na Tô Đồ (那苏图), một vị quan nổi tiếng thanh liêm, chính trực, là trọng thần dưới 2 triều Ung Chính và Càn Long. Ông từng nhiều lần được bổ nhiệm các chức quan lớn như Thượng thư, Tổng đốc.
Năm Càn Long thứ 14 (1749), Na Tô Đồ mất khi đang thực hiện nhiệm vụ trị thủy, được Càn Long Đế ban lễ tế ở quê nhà, ban hàm Thái tử Thái bảo, ban thụy hiệu Khác Cần (接任), nhập bài vị vào thờ cúng tại Hiền Lương từ (nhà từ đường chuyên để hương khói cho các đại thần có công với triều đình).
Năm Càn Long thứ 18 (1753), 20 tháng 7, Đới Giai thị tiến cung, chiếu phong là Hãn tần (忻嫔). Trước đó, theo quy định của triều đình Mãn Thanh, các Tú nữ tiến cung sơ phong cao nhất chỉ là Quý nhân. Điều này chắc hẳn có mối liên quan mật thiết, nhiều khả năng, việc Hãn tần tiến cung là một đặc ân mà Hoàng đế ban cho nhà Đới Giai.
Tháng 4 sang năm (1754), lấy Đại học sĩ Lai Bảo (来保) làm Chính sứ, Lễ bộ Tả Thị lang Giới Phúc (介福) làm Phó sứ, hành Hãn tần sách phong lễ.
Sách văn rằng:
| “                                 | 朕惟宫闱敷化。聿资淑慎之仪。纶綍宣恩。式表温恭之德。徽章荣贲。茂典攸昭。尔戴佳氏、秀毓名门。早娴懿范。垂芳型于图史。着媺中闺。叶雅度于珩璜。敬修内职。兹仰承皇太后b谕。册封尔为忻嫔。尔其只膺象服。懋恭俭以承庥。永迓纯禧。履谦和而衍庆。钦哉。 ... Trẫm duy cung vi phu hóa. Duật tư thục thận chi nghi. Luân phất tuyên ân. Thức biểu ôn cung chi đức. Huy chương vinh bí. Mậu điển du chiêu. Nhĩ Đới Giai thị, tú dục danh môn. Tảo nhàn ý phạm. Thùy phương hình vu đồ sử. Trứ 媺 trung khuê. Diệp nhã độ vu hành hoàng. Kính tu nội chức. Tư ngưỡng thừa Hoàng thái hậu từ dụ, sách phong nhĩ vi Hãn tần. Nhĩ kỳ chỉ ưng tượng phục. Mậu cung kiệm dĩ thừa hưu. Vĩnh nhạ thuần hi. Lí khiêm hòa nhi diễn khánh. Khâm tai | ” |
| — Sách phong Hãn tần Đới Giai thị | |   |

Năm Càn Long thứ 20 (1755), ngày 17 tháng 7, Hãn tần Đới Giai thị sinh Hoàng lục nữ, nhưng chỉ sống được đến năm 3 tuổi. Ngày 7 tháng 12 năm Càn Long thứ 22 (1757), Hãn tần tiếp tục sinh Hoàng bát nữ. Cũng yểu mệnh như người chị ruột của mình, Bát công chúa mất năm 11 tuổi, được táng tại viên tẩm của Đoan Tuệ Hoàng thái tử Vĩnh Liễn.

## Phong Phi và qua đời
Năm Càn Long thứ 28 (1763), ngày 10 tháng 9, phụng ý chỉ của Sùng Khánh Hoàng thái hậu, Hãn tần được tấn phong Hãn phi (忻妃).
Tài liệu của Nội vụ phủ chép lại, tháng 12 cùng năm đó, vì Hãn phi đang mang long thai nên được gia tăng lượng than sưởi. Còn theo hồ sơ của Kính sự phòng, tháng 2 năm Càn Long thứ 29 (1764), bổ sung thêm 2 bà đỡ và 1 thái y . Không ngờ, Hãn phi mất đột ngột vào giờ Thân ngày 28 tháng 4 năm Càn Long thứ 29 (1764). Lần theo các mốc thời gian, nhiều khả năng vì bà có thai nên được phong Phi nhưng chưa kịp sinh con đã ngã bệnh qua đời, một xác hai mạng. Hãn phi cũng không đợi được đến ngày đại lễ tấn phong, dù kim sách và kim bảo đã hoàn thành. Càn Long Hoàng đế cho ngừng triều 5 ngày, ra lệnh ghi thêm 2 chữ [Quý phi] vào sách lụa trước kim quan và dùng nghi lễ của Quý phi để an táng bà. Trong lễ tế, Tứ a ca Vĩnh Thành, Lục a ca Vĩnh Dung, Bát a ca Vĩnh Tuyền, Hoàng tôn Miên Ân, Thất Công chúa (Cố Luân Hòa Tĩnh công chúa), Bát công chúa (con của Hãn Quý phi) và các Phúc tấn được chỉ định mặc tang phục, hiếu lễ với Hãn Quý phi. Một tang lễ hết sức trọng thể, Càn Long Đế còn đích thân tới tế rượu, đều tương đồng với tang lễ của Ôn Hi Quý phi thời Khang Hi.
Năm Càn Long thứ 30 (1765), ngày 22 tháng 2 (âm lịch), kim quan của Hãn Quý phi được dời đi an táng tại Dụ lăng Phi viên tẩm, cùng với Thận tần và Phúc Quý nhân.
Trong bài thơ "Mạn đề tam thủ" của Càn Long có nhắc đến Hãn Quý phi như sau: "Tây cung tân thích chi nghi vong" và Hoàng đế cũng tự mình chú thích là: "Từ lúc Hãn Quý phi về cõi tiên đến nay đã qua 5 ngày không thiết triều". Vào dịp giỗ đầu của bà, Hoàng đế đích thân đến tế rượu. Trong khi đó, 2 vị phi tần khác cũng mất ở ngôi phi và được an táng theo nghi lễ Quý phi là Du Quý phi Kha Lý Diệp Đặc thị và Tuần Quý phi Y Nhĩ Căn Giác La thị đều không có được ân điển này, cũng không được ngừng triều để tang và có thơ khóc viếng.
Cùng với 11 vị hậu phi khác, Hãn Quý phi Đới Giai thị được Càn Long sai người họa lại chân dung, lưu trong tập tranh Tâm tả trị bình, bức tranh này vào năm Càn Long thứ 41 thì hoàn thành. Bức vẽ của bà được thực hiện vào năm Càn Long thứ 19, sau lễ sắc phong Tần.

## Hậu duệ
Hãn Quý phi sinh được 2 vị Hoàng nữ, chưa kịp phong làm Công chúa thì mất sớm:
1. Hoàng lục nữ [皇六女; 24 tháng 8 năm 1755 - 27 tháng 9 năm 1758), con gái thứ sáu. Sinh ngày 17 tháng 7 (âm lịch) năm Càn Long thứ 20, mất ngày 26 tháng 8 (âm lịch) năm Càn Long thứ 23.
2. Hoàng bát nữ [皇八女; 16 tháng 1 năm 1758 - 17 tháng 6 năm 1767), con gái thứ tám. Sinh ngày 7 tháng 12 (âm lịch) năm Càn Long thứ 22 (1757), mất ngày 21 tháng 5 (âm lịch) năm Càn Long thứ 32.

## Trong văn hoá đại chúng
Hãn Quý phi được mô tả thông qua nhân vật [Đới Mi Nhược; 戴湄若] trong tiểu thuyết Hậu cung Như Ý truyện. Khi chuyển thể thành phim truyền hình Như Ý truyện, Đới Mi Nhược được hợp nhất với Dĩnh Quý phi, thành nhân vật [Ba Lâm·Mi Nhược; 巴林·湄若].